# Dierama dracomontanum
Dierama dracomontanum es una especie de planta fanerógama perteneciente a la familia Iridaceae. 

## Descripción
Es una planta herbácea perennifolia, geofita que alcanza un tamaño de 0.3 - 1.05 m de altura a una altitud de  1500 - 2800  metros en Sudáfrica,

## Taxonomía
Dierama dracomontanum fue descrita por  Olive Mary Hilliard y publicado en Notes Roy. Bot. Gard. Edinburgh 45: 79 1988.
Etimología
Dierama nombre genérico que deriva del griego: dierama, que significa "embudo", y alude a la forma de la flor.
dracomontanum: epíteto latíno que significa "dragón de montaña".